# 88 Herculis
88 Herculis, eller V744 Herculis och z Herculis, är en eruptiv variabel av Gamma Cassiopeiae-typ (GCAS) i Herkules stjärnbild.
Stjärnan varierar mellan visuell magnitud +6,65 och 6,94 utan någon fastställd periodicitet.